# Debian
Debian (izgovorjava [débian] ali po izvirniku [débien]) je operacijski sistem, sestavljen iz programskih paketov kot prosto programje, izdanih z licenco GPL in ostalimi prostimi licencami. Primarna oblika Debian GNU/Linuxa, ki uporablja Linuxovo jedro in operacijske pripomočke GNU, je priljubljena in vplivna distribucija Linux. Distribucija se vrši preko strežnikov, ki vsebujejo na tisoče programskih paketov, kateri so pripravljeni na uporabo in namestitev. Debian je znan po doslednem upoštevanju načel filozofije UNIXa in prostega programja, ter skupnemu razvijanju programske opreme in njegovemu preizkušanju. Lahko se uporablja tako na delovnih postajah kot na strežnikih in je zaradi svoje varnosti in stabilnosti mnogokrat uporabljan kot izhodišče za veliko drugih distribucij.

## Zgodovina
Distribucija Debian je bila prvič objavljena 16. avgusta 1993. Napisal jo je tedaj še kot študent Ian Murdock. Ime Debian izvira iz kombinacije imena njegove tedanje partnerke (kasneje nekdanje žene) Debre Lynn in njegovega imena Ian. Murdock je bil vodja projekta Debian od avgusta 1993 do marca 1996. 

### Vodje projekta
| Vodja               | Prvo leto | Skupaj let | Starost ob prevzemu vodenja |
| ------------------- | --------- | ---------- | --------------------------- |
| Murdock, Ian        | 1993      | 3 a        | 20                          |
| Perens, Bruce       | 1996      | 2 b        | 38                          |
| Jackson, Ian        | 1998      | 1 c        |                             |
| Akkerman, Wichert   | 1999      | 2          |                             |
| Collins, Ben        | 2001      | 1          |                             |
| Garbee, Bdale       | 2002      | 1          |                             |
| Michlmayr, Martin   | 2003      | 2          |                             |
| Robinson, Branden   | 2005      | 1          |                             |
| Towns, Anthony      | 2006      | 1          | 27                          |
| Hocevar, Sam        | 2007      | 1          | 28                          |
| McIntyre, Steve     | 2008      | 2          | 34                          |
| Zacchiroli, Stefano | 2010      | 3          | 31                          |
| Nussbaum, Lucas     | 2013      | 2          |                             |
| McGovern, Neil      | 2015      | 1          |                             |
| Dogguy, Mehdi       | 2016      | 1          |                             |
| Lamb, Chris         | 2017      | 2          |                             |
| Hartman, Sam        | 2019      | 1          |                             |
| Carter, Jonathan    | 2000      | 4          | 38                          |
| Andreas Tille       | 2024      | trenutno   |                             |

- ^a  Od avgusta do marca
- ^b  Od aprila do decembra
- ^c  Od januarja do marca

### Indeks izdaj
- stabilna distribucija z imenom »Bookworm« različica 12.0, izdana 10. junija 2023 po več kot dveh letih priprav.
- preskusna distribucija z imenom »Trixie«, ki vsebuje novejše programe in bo prešla v fazo stabilnega sistema, ko bo pripravljena.
- nestabilna distribucija z imenom »Sid«, kjer se programska oprema še razvija in ne bo nikoli uradno izdana (nestabilna distribucija ima vedno enako ime).

### Starejše izdaje
Debian je izdal sedemnajst velikih stabilnih izdaj:
| legenda                        |
| ------------------------------ |
| stara izdaja; nepodprta        |
| stara izdaja; še vedno podprta |
| trenutna izdaja                |
| pregledna izdaja               |
| prihodnja izdaja               |

TBA je angleška kratica in pomeni bo najavljeno.
| različica  | kodno ime | izdano          | platforme | paketi   | polna podpora | opombe |
| ---------- | --------- | --------------- | --------- | -------- | ------------- | --- |
| 1.1        | Buzz      | 1996-06-17      | 1         | 474      | 1996-09       | dpkg, tranzicija ELF, Linux 2.0 |
| 1.2        | Rex       | 1996-12-12      | 1         | 848      | 1996          | - |
| 1.3        | Bo        | 1997-06-05      | 1         | 974      | 1998-05-14    | - |
| 2.0        | Hamm      | 1998-07-24      | 2         | ≈ 1.500  | 1999-02-15    | Tranzicija glibc, nova platforma: m68k |
| 2.1        | Slink     | 1999-03-09      | 4         | ≈ 2.250  | 2000-09-30    | APT, novi platformi: alpha, sparc |
| 2.2        | Potato    | 2000-08-15      | 6         | ≈ 3.900  | 2003-06-30    | Novi platformi: arm, powerpc |
| 3.0        | Woody     | 2002-07-19      | 11        | ≈ 8.500  | 2006-06-30    | Nove platforme: hppa, ia64, mips, mipsel, s390 |
| 3.1        | Sarge     | 2005-06-06      | 11        | ≈ 15.400 | 2008-03-31    | Modularna inštalacija, poluradna podpora amd64 |
| 4.0        | Etch      | 2007-04-08      | 11        | ≈ 18.000 | 2010-02-15    | Grafična inštalacija, tranzicija udev, modularna tranzicija X.Org, nova platforma: amd64, opuščena platforma: m68k. Zadnja posodobitev 4.0r9 izdana 2010-05-22.                                                   |
| 5.0        | Lenny     | 2009-02-14      | 11+1      | ≈ 23.000 | 2012-02-06    | Nova platforma/binarna ABI: armel. 32-bitna hardverska podpora SPARC opuščena. Polna podpora Eee PC. Zadnja posodobitev 5.0.10 izdana 2012-03-10.                                                                 |
| 6.0        | Squeeze   | 2011-02-06      | 9+2       | ≈ 29.000 | 2014-05-31    | Nove platforme/jedra: kfreebsd-i386, kfreebsd-amd64, opuščene platforme: alpha, arm. eglibc v skladu z glibc. Odstranitev starih knjižnic, kot npr. GTK 1. Privzeto Linuxovo jedro očiščeno neprostega firmwarea. |
| 7          | Wheezy    | 2013-05-04      | 11+2      | ≈ 37.000 | 2018-05       | Novi platformi: armhf, s390x Odstranitev starih knjižnic, kot npr. Qt3. Predstavitev podpore več platformam. |
| 8          | Jessie    | 2015-04-25      | 10        | ≈ 43.000 | 2020-06       | systemd kot privzeti inicializacijski sistem |
| 9          | Stretch   | 17. junij 2017  | 10        | ≈ 52.000 | 2022-06       | |
| 10         | Buster    | 6. julij 2019   | 10        | ≈ 59.000 | 2024-06       | nftables namesto iptables. Wayland namesto Xorg. AppArmor. |
| 11         | Bullseye  | 14. avgust 2021 | 9         | 59.551   | 2026-06       | |
| 12         | Bookworm  | 10. junij 2023  | 9         | 64.419   | 2028-06       | |
| 13         | Trixie    | TBA             | TBA       | TBA      | TBA           | |
| 14         | Forky     | TBA             | TBA       | TBA      | TBA           | |
| nestabilna | Sid       | /               | /         | /        | /             | |

Kodirna imena za izdajo Debiana, so imena likov iz animiranega filma Svet igrač (Toy story). Ime različice 5.0 je posvečeno Thiemu Seuferju, zelo dejavnemu sodelavcu Debiana, predvsem zaradi prenosa na arhitekturo MIPS, ki je tragično umrl v avtomobilski nesreči 26. decembra 2008.

## Paketi
Distribucija Debian se od ostalih razlikuje tudi po tem, da ima raznoliko strukturo nalaganja programske opreme. Vsi paketi, ki so vključeni v uradno Debianovo izdajo so prosto programje. To zagotavlja prosto uporabo in dobavo  paketov in njihovo kompletno izvorno kodo. Distribucija Debian je, kar je vkjučeno v glavnino »main« sekcijo Debianovega arhiva.
Debian ponuja tudi ostale sekcije paketov, ki ne morejo biti vključeni v glavnino »main« distribucije, zaradi omejenih licenc ali pravnih zadev. Te vsebujejo:
- Prispevek »Contrib« - Paketi v tem sklopu so izdani s prosto licenco imetnika, vendar so odvisni od ostale programske opreme, ki ni prosta.
- Ne-prosta »Non-Free« - Paketi v tem sklopu so izdani z licenco, ki omejuje uporabo ali distribucijo programske opreme.

## Platforme
Z različico Trixie so uradno podprte sledeče platforme:
- amd64: x86-64 arhitektura z 64-bitnim okoljem in podporo za 32-bitno programsko opremo
- arm64: ARMv8-A arhitektura
- armel: podprta do različice Buster
- armhf: ARMv7
- mips64el: 64-bit MIPS
- mipsel: 32-bit MIPS
- ppc64el: PowerPC
- riscv64: 64-bit RISC-V
- s390x: namenjena zamenjavi s390

Neuradno podprte platforme, ki so del unstable distribucije:
- alpha: DEC Alpha arhitektura
- hppa: HP PA-RISC arhitektura
- hurd-i386: GNU Hurd jedro na IA-32 arhitekturi
- ia64: Intel Itanium
- loong64: LoongArch
- m68k: Motorola 68k arhitektura na Amiga, Atari, Macintosh in podobnih VME sistemih
- powerpc: 32-bit PowerPC
- ppc64: PowerPC64 arhitektura s podporo za 64-bit PowerPC CPUs z VMX
- sh4: Hitachi SuperH arhitektura
- sparc64: Sun SPARC arhitektura z 64-bit uporabniškim okoljem
- x32: x32 ABI uporabniško okolje za x86-64

## Splošne značilnosti
Brez grafičnih vmesnikov osnovni OS različice 5.0 na trdem disku zavzame prostor približno 2,5 GB prostora, grafični vmesniki pa se razširijo na dodatnih 3 GB.

## Distribucije, ki temeljijo na Debianu
- AntiX
- Damn Small Linux
- Devuan
- Kali Linux
- Knoppix
- Linspire, Freespire
- Linux Lite
- Mepis
- Mint Linux
- MX Linux
- Ubuntu, Kubuntu, Xubuntu, Edubuntu
- Xandros
- Zorin